# Opérateur de Householder
 (janvier 2020).
En algèbre linéaire, l'opérateur de Householder est défini comme suit. Soit {\displaystyle V\,}un espace euclidien ou hermitien, avec un produit scalaire {\displaystyle \langle \cdot ,\cdot \rangle } et un vecteur unitaire noté {\displaystyle u\in V}. Alors l'opérateur de Householder 
{\displaystyle H_{u}:V\to V\,}
est défini par 
{\displaystyle H_{u}(x)=x-2\,\langle x,u\rangle \,u\,}
Cet opérateur est une réflexion par rapport à l'hyperplan de vecteur normal {\displaystyle u}. 
Il est également courant de choisir un vecteur non unitaire {\displaystyle q\in V}, et de le normaliser directement dans l'expression de l'opérateur Householder comme suit : 
{\displaystyle H_{q}\left(x\right)=x-2\,{\frac {\langle x,q\rangle }{\langle q,q\rangle }}\,q\,}

## Propriétés
L'opérateur de Householder vérifie les propriétés suivantes : 
- il est linéaire ; si {\displaystyle V} est un espace vectoriel sur un champ {\displaystyle K}, alors

{\displaystyle \forall \left(\lambda ,\mu \right)\in K^{2},\,\forall \left(x,y\right)\in V^{2},\,H_{q}\left(\lambda x+\mu y\right)=\lambda \ H_{q}\left(x\right)+\mu \ H_{q}\left(y\right)}
- il est autoadjoint
- si {\displaystyle K=\mathbb {R} }, alors il est orthogonal, et s {\displaystyle K=\mathbb {C} } il est unitaire.

## Cas particuliers
Sur un espace vectoriel réel ou complexe, l'opérateur de Householder est également connu sous le nom de transformation de Householder. 